# Australische Livingstonpalme
Die Australische Livingstonpalme (Livistona australis)  ist eine Pflanzenart aus der Gattung der Livistona innerhalb der Familie der Palmengewächse (Arecaceae). Ihr natürliches Verbreitungsgebiet liegt in Australien.

## Beschreibung und Ökologie

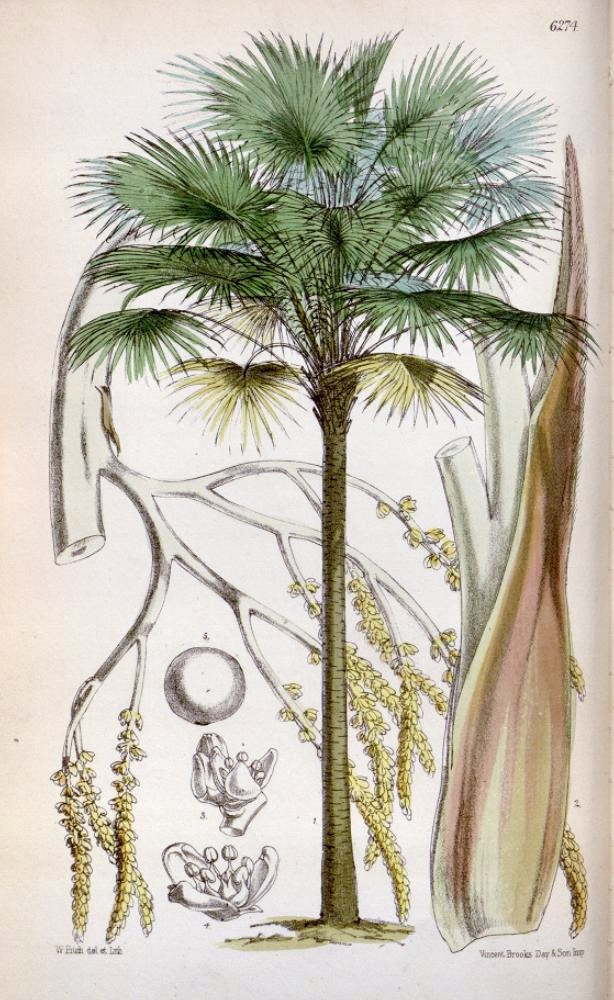
Illustration

Der Stamm der Australischen Livingstonpalme erreicht bei einem im Vergleich zu anderen Livistona-Arten recht geringen Durchmesser von etwa 35 Zentimetern Wuchshöhen von bis zu 30 Metern. Auf dem Stamm befindet sich eine Krone aus Laubblättern. Die 3 bis 4,5 Meter langen Laubblätter sind in Blattstiel und Blattspreite gegliedert. Die Form der Blattspreite ist gefächert (palmat, Fächerpalme). Die glänzende Blattspreite besitzt eine Breite von etwa 1 Meter. Die Spreitensegmente sind ab etwa 2/3 ihrer Länge nach unten gebogen.
In Blütenständen stehen viele Blüten zusammen. Die creme-weißen, zwittrigen Blüten sind dreizählig. Bei Reife färben sich die anfangs roten Früchte schwarz. Die Australische Livingstonpalme blüht das gesamte Jahr und trägt auch das ganze Jahr Früchte.

## Vorkommen
Die Australische Livingstonpalme ist an der australischen Ostküste in den Bundesstaaten Queensland, New South Wales und Victoria weitverbreitet. Sie gedeiht oft auf sumpfigen Standorten in offen feuchten Wäldern oder an den Rändern von immergrünen Regenwäldern.

## Taxonomie
Die Erstbeschreibung erfolgte 1810 unter dem Namen (Basionym) Corypha australis durch Robert Brown in Prodromus Florae Novae Hollandiae et Insulae van-Diemen, Seite 267. Die Neukombination zu Livistona australis (R.Br.) Mart. wurde 1838 durch Carl Friedrich Philipp von Martius in Historia Naturalis Palmarum, Band 3, Seite 241 veröffentlicht.

## Nutzung
Die Australische Livingstonpalme wird als Zierpflanze in Räumen oder tropischen Parks sowie Gärten verwendet. Von den Aborigines Australiens werden die Blätter zum Herstellen von Dächern für ihre Hütten verwendet, da sie sehr stabil sind, und um Körbe zu flechten.